# Tonino Baliardo
Tonino Baliardo (Montpeller, Provença, dècada de 1960) és un músic i guitarrista gitano català, conegut sobretot per ser el guitarrista principal del grup musical Gipsy Kings. És nebot de Manitas de Plata i d'Hyppolyte Baliardo. Anomenat afectuosament «el cervell» pels seus germans Diego i Paco Baliardo, també membres dels Gipsy Kings, ha format part del grup des dels seus inicis al costat dels seus germans i els cinc fills de José Reyes, tots ells gitanos catalans repartits entre Montpeller i Arle, a la Camarga.

## Resum biogràfic
Els Baliardo i els Reyes estan emparentats llunyanament: el besavi de Tonino i la seva àvia paterna, Antoinette, eren membres de la família Reyes. La família Baliardo, originària de Catalunya igual que la Reyes, va viatjar durant generacions per Occitània amb les seves caravanes fins que l'esclat de la Primera Guerra Mundial els va fer retornar a Catalunya. El pare de Tonino, Manuel Baliardo -dit Napoleon-, i els seus germans varen néixer a Figueres. Cosí germà de Manitas de Plata, Manuel va tornar definitivament a Occitània entre el 1927 i el 1928. Els Baliardo s'instal·laren primer a Juvinhac, prop de Montpeller. Manuel es va casar amb Teresa Maille, una gitana catalana que vivia en una caravana a Lunèl, amb qui tingué cinc fills: Diego -Loulou-, Paco -Max-, Tonino, Lily i Nadia Baliardo.
Dotat d'una habilitat innata amb la guitarra, Tonino Baliardo ja componia a deu anys. Als tretze estava sempre improvisant i quasi no trobava músics que poguessin tocar al seu nivell. La seva fama s'escampà aviat entre els gitanos de Montpeller i els que acudien a l'aplec de les Santes Maries de la Mar, els quals li demanaven sovint que els toqués alguna peça, cosa que ell feia sempre acompanyat pel seu germà Paco. A disset anys i mig, Tonino es casà amb Chou-Chou i abandonà l'habitatge de protecció oficial on vivia amb la seva família per a establir-se amb ella a la Cité Mion, a Montpeller, en una petita casa amb estufa de llenya. Aviat tingueren el seu primer fill, Michael (la seva germana, Andy Cinthia, va néixer uns quants anys més tard, el 1985).
Als masos dels voltants de les Santes, Diego Baliardo es trobava sovint amb els seus cosins Reyes i, finalment, les dues famílies decidiren de tocar juntes. Chico Bouchikhi, membre dels Gipsy Kings, li ho proposà primer a Tonino. L'un rere l'altre, els tres germans Baliardo entraren al grup: Tonino el 1980, Diego el 1983 i Paco el 1984. Els montpellerins aportaven a la formació el seu gran coneixement de la guitarra i la seva seriositat; els Reyes, en canvi, estaven més orientats cap al cant gràcies a la influència del seu pare José Reyes, cantant de flamenc. Es repetia una mica l'esquema dels seus parents, quan el pare dels Reyes cantava i l'oncle dels Baliardo, Manitas de Plata, tocava la guitarra. Val a dir que els tres germans Baliardo no ho havien tingut tan fàcil fins al moment com els Reyes: Manitas de Plata pràcticament no els va ajudar mai, ja que havia preferit de promocionar els seus germans i fills en la indústria discogràfica.

## Trajectòria
La majoria dels àlbums de Gipsy Kings tenen entre 3 i 5 talls instrumentals, tots ells compostos totalment per Baliardo; també és coautor dels apartats vocals. Segons Chico Bouchikhi, antic membre del grup i coautor del seu principal èxit fins a la data, Bamboléo, Tonino Baliardo és el membre més creatiu dels Gipsy Kings. En paraules seves: «Il a beaucoup d'idées et une grande imagination. Il avait l'habitude d'aller à l'école avec sa guitare». Baliardo va declarar el 2007, als "bonus" del vídeo del seu àlbum Pasajero, que ni ell ni cap dels altres membres del grup no llegeixen ni escriuen música, sinó que han desenvolupat el seu estil al llarg de la seva vida, a còpia de tocar i aprendre de les contribucions a la música flamenca de les generacions precedents.
Després d'un debut en solitari amb l'àlbum instrumental Essences el 2001, Tonino Baliardo en va llançar un de segon el 2003, l'epònim Tonino Baliardo, compost enterament per ell. Aquell mateix any, va crear l'empresa Gipsy Kings Production, fabricant de peluixos a Montpeller.

## Discografia en solitari
| • Essences (2001) |
| --- |
| Àlbum instrumental 1. Rumba Caliente 2. Sabroso 3. Gitanito 4. Cosso 5. Caravan Road 6. Reverie 7. Bossa Nueva 8. Cynthia 9. Linda 10. Redemption 11. Recuerdo Apasionado |

| • Tonino Baliardo (2003) |
| --- |
| 1. Sabroso 2. Recuerdo Apasionado 3. Redemption 4. Manolete 5. Cosso 6. Gitanito 7. Bossa Nueva 8. Cynthia 9. Rumba Caliente 10. Rêveries 11. Caravan Road 12. Remember Django |